# Centroctenus miriuma
Centroctenus miriuma is een spinnensoort in de taxonomische indeling van de kamspinnen (Ctenidae).
Het dier behoort tot het geslacht Centroctenus. De wetenschappelijke naam van de soort werd voor het eerst geldig gepubliceerd in 1996 door Antonio D. Brescovit.